# Crella linguifera
Crella linguifera är en svampdjursart som först beskrevs av Topsent 1892.  Crella linguifera ingår i släktet Crella och familjen Crellidae. Inga underarter finns listade i Catalogue of Life.